# Malaise Era
Als Malaise Era (deutsch: Ära des Elends) wird in der US-amerikanischen Automobilgeschichte eine Phase bezeichnet, in der gehäuft nachlässig konstruierte, leistungsschwache und insgesamt unattraktive Autos produziert wurden. Der Beginn der Malaise Era wird üblicherweise auf das Jahr 1973 gelegt, ihr Ende zumeist auf 1983, vereinzelt aber auch auf spätere Jahre. In dieser Zeit trafen globale und nationale politische und wirtschaftliche Krisen sowie verschärfte Emissions- und Sicherheitsbestimmungen für Automobilhersteller aufeinander.

## Begriff

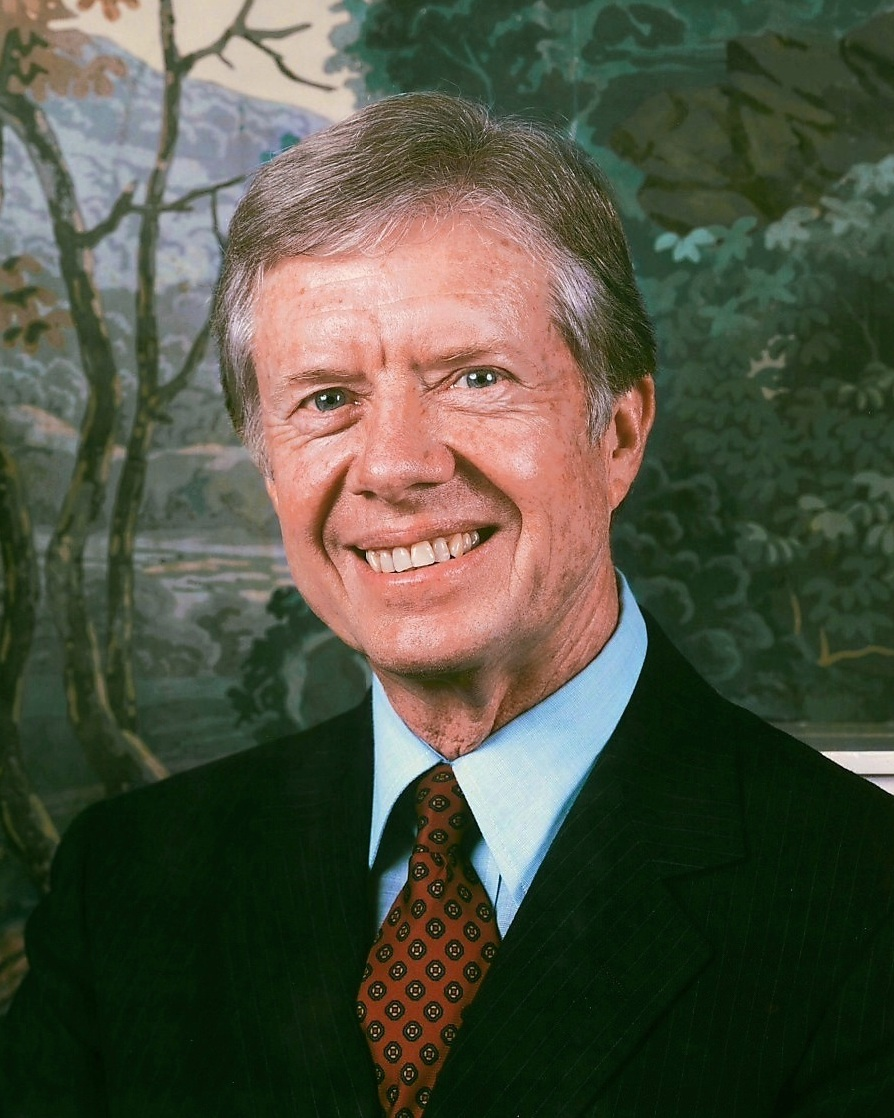
Beschrieb 1979 die US-amerikanische Malaise: Jimmy Carter

Das englische Wort Malaise kann mit Schwäche oder Unwohlsein, aber auch mit Misere oder Elend übersetzt werden.
Inhaltlich knüpft der Begriff an eine Fernsehansprache des damaligen amerikanischen Präsidenten Jimmy Carter vom 15. Juli 1979 an, die offiziell den Titel The Crisis of Confidence Speech (Rede über die Vertrauenskrise) trug. Der demokratische Präsident Carter beschrieb darin wenige Monate vor dem Ende seiner Amtszeit einige gegenwärtige Missstände in der US-amerikanischen Gesellschaft und Politik und diagnostizierte eine generelle Vertrauenskrise der Bevölkerung. Obwohl das Wort Malaise in ihr selbst gar nicht vorkam, erhielt die Rede in den Medien und in der Öffentlichkeit bald die inoffizielle Bezeichnung Malaise Speech. Der Begriff Malaise wurde dabei maßgeblich von Carters politischen Konkurrenten Ted Kennedy und Ronald Reagan etabliert.
Die Verbindung des Begriffs mit einer bestimmten Ära der Automobilgeschichte wurde retrospektiv erst mit mehreren Jahrzehnten Verzögerung hergestellt. Konkret geht es um die 1970er- und frühen 1980er-Jahre. Während Qualitäts- und Leistungsdefizite amerikanischer Autos aus diesem Zeitraum an sich bereits früh kritisiert wurden, wird der Begriff Malaise Era für ihn erst seit dem 21. Jahrhundert verwendet. Der US-amerikanische Autor Murilee Martin beansprucht für sich, ihn 2011 geschaffen zu haben. Die erste belegbare Verwendung gab es in einem Internetbeitrag Martins über die Mängel amerikanischer Autos der Jahre 1973 bis 1983. Seitdem wurde der Begriff in einer Reihe weiterer Publikationen von zahlreichen Autoren im Internet und in Printmedien aufgegriffen und etabliert.

## Zeitliche Einordnung
Der Beginn der Malaise Era wird regelmäßig auf das Jahr 1973 gelegt. In dieser Zeit trafen globale und regionale politische und wirtschaftliche Krisen aufeinander, die sich teilweise gegenseitig verstärkten; außerdem traten zahlreiche nationale Vorschriften zu Sicherheits- und Umweltthemen in Kraft. Sie beeinflussten den Automobilbau in den USA stark und wirkten sich auf Qualität, Größe und Leistungsvermögen aus.
Als Ende der Malaise Era wird üblicherweise das Jahr 1983 angesehen: In diesem Jahr kamen erstmals wieder leistungsstärkere, technisch und optisch attraktive Modelle auf den Markt, darunter auch Cabriolets. Abweichend davon lassen einzelne Autoren die Malaise Era allerdings bis in die frühen 1990er-Jahre andauern.

## Ökonomisches und politisches Umfeld
Die 1970er-Jahre waren für die USA politisch und gesellschaftlich eine Phase des Umbruchs.

### Politische Krisen
Die bis dahin erlebte Stärke des Staates wurde durch den erfolglosen und verlustreichen Vietnamkrieg, der 1975 endete, in Frage gestellt. Der Rückzug aus Vietnam führte zu einer „unglaublichen Kränkung für das Selbstbild der USA“ und zu einer Verunsicherung. Zu einer Vertiefung der politischen Krise kam es 1979 angesichts der Geiselnahme von Teheran.

### Ökonomische Krisen
Ökonomisch fiel das langsame Ende des Vietnamkriegs mit der ersten Ölpreiskrise 1973 zusammen, als deren unmittelbare Folge die US-amerikanische Bevölkerung vor allem eine Treibstoffknappheit wahrnahm, die im Weiteren aber auch zu einer stagnierenden Wirtschaft und zum Anstieg der Inflation führte. Das wiederholte sich 1979 mit der zweiten Ölpreiskrise, die in mehrere Konflikte vor allem im Nahen Osten eingebettet war.

### Regulatorische Änderungen

Grafik zur Entwicklung des Flottenverbrauchs in den USA ab 1975

Zu Beginn der 1970er-Jahre änderten sich in den USA zahlreiche Zulassungsvorschriften für Automobile. Einige, aber nicht alle hatten mit den wirtschaftlichen und politischen Krisen dieser Zeit zu tun.
Eine unmittelbare Folge der ersten Ölkrise waren Regeln zur Begrenzung des Flottenverbrauchs, die nach längerem zeitlichen Vorlauf 1975 unter der Bezeichnung Corporate Average Fuel Economy (CAFE) in Kraft taten und die US-amerikanischen Hersteller dazu zwangen, Maßnahmen zur Senkung des Treibstoffverbrauchs ihrer Fahrzeuge zu ergreifen. Die Vorgaben verlangten einen Flottendurchschnittsverbrauch von 18  miles per gallon (mpg) (13,0 Liter/100 km) im Jahr 1978, 19 mpg (12,4 Liter/100 km) im Jahr 1979 und 20 mpg (11,8 Liter/100 km) im Jahr 1980.
Hinzu kam die im Januar 1973 aus Umweltschutzgründen angeordnete zwingende Verwendung von Abgaskatalysatoren für alle ab 1975 neu zugelassenen Autos, die die Anpassung der Motoren an bleifreies Benzin erforderte.
Weitere Regeländerungen betrafen die Verbesserung der passiven Verkehrssicherheit. Hier ging es unter anderem um den Seitenaufprallschutz. Ab 1975 durften neu eingeführte Autos nicht mehr ohne durchgehende Mittelpfosten (B-Säule) auf den Markt kommen. Hinzu kamen Vorschriften über Versteifungen in den Türen.
Mit Blick auf einen Frontalaufprall waren ab 1973 für alle neu hergestellten Autos vorne Sicherheitsstoßfänger vorgeschrieben, die bei einem Aufprall mit einer Geschwindigkeit von bis zu fünf Meilen pro Stunde Karosserieschäden verhindern sollten. Im Jahr darauf wurde diese Vorschrift auch auf die hinteren Stoßstangen ausgeweitet. Diese Vorgabe war abgesehen vom Ziel, die passive Sicherheit zu erhöhen, auch eine Reaktion auf den starken Anstieg der Prämien für Kfz-Versicherungen, der durch die hohe Zahl an Blechschäden und die geringe Reparaturfreundlichkeit der bisherigen Autos ausgelöst wurde.

## Merkmale derMalaise Eraim Automobilbau
Viele der von 1973 bis 1983 produzierten US-amerikanischen Autos der Konzerne AMC, Chrysler, Ford und General Motors (GM) fallen durch das Zusammentreffen einiger negativer oder negativ wahrgenommener Kriterien auf: stark reduzierte Abmessungen, leistungsschwache Motoren, unbeholfenes und unattraktives Design sowie Hinwendung zu aufgesetzten, schnell gemachten Komfortdetails. Ein Autor fasst die Malaise Era wie folgt zusammen: „[Sie] ist die Phase, in der Leistung und Qualität an ihrem Tief- und barockhafte Details wie Landau-Dächer und veloursbezogene Sitze mit Knöpfen auf ihrem Höhepunkt waren.“

### Leistungsschwache Motoren
Kennzeichnend für die Malaise Era sind leistungsschwache Motoren.
Eine Umstellung der Messmethoden bei der Ermittlung der Motorleistung ließ bereits 1972 den – objektiv unrichtigen – Eindruck entstehen, dass die Motoren deutlich an Leistung verloren hätten.
Zu realen Leistungseinbußen kam es dann ab 1973 im Rahmen der Bemühungen der Hersteller, die Vorgaben zum Abgasverhalten und zum Treibstoffverbrauch zu erfüllen. Teilweise sanken die Leistungswerte in wenigen Jahren um die Hälfte. Neben der reinen Leistungsabsenkung entwickelten die Hersteller im Laufe der Jahre verschiedene weitere Konzepte, die vielfach unausgereift waren und zu erheblichen Rufschädigungen und Schadensersatzzahlungen führten. Da die Autos jedenfalls in den 1970er-Jahren nur schrittweise verkleinert wurden, waren viele der nach wie vor großen Fahrzeuge letztlich untermotorisiert. So wurden schwere Limousinen und Kombis zeitweise von Motoren angetrieben, deren Leistung im untersten dreistelligen PS-Bereich lag. GMs Full-Size-Autos etwa erreichten mit einem Dieselmotor eine Höchstgeschwindigkeit von nur noch 135 km/h und beschleunigten in etwa 22 Sekunden von 0 auf 100 km/h.

#### Jährlich sinkende Leistungswerte

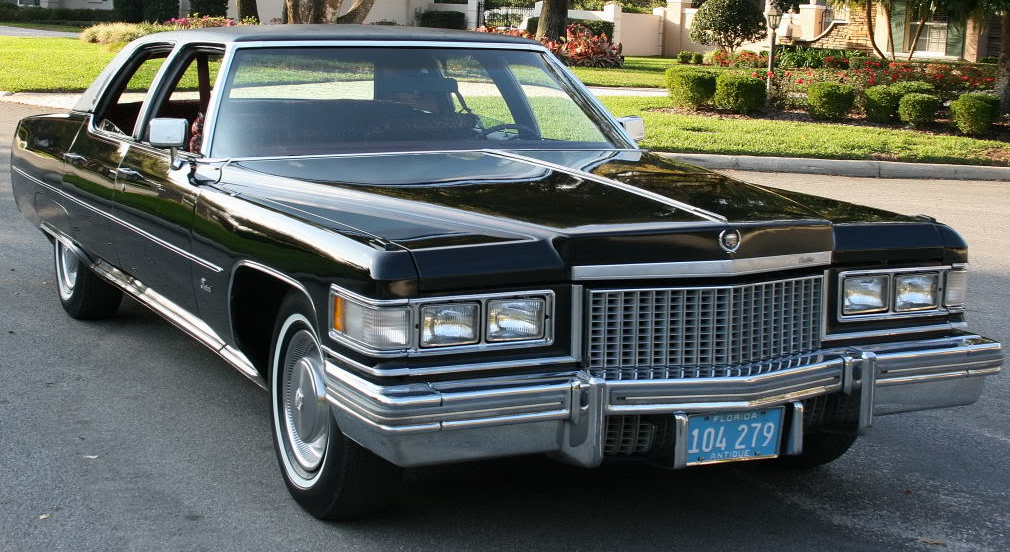
195 PS aus 8194 ccm Hubraum bei 2300 kg Leergewicht: Cadillac Fleetwood Brougham (1975–1976)

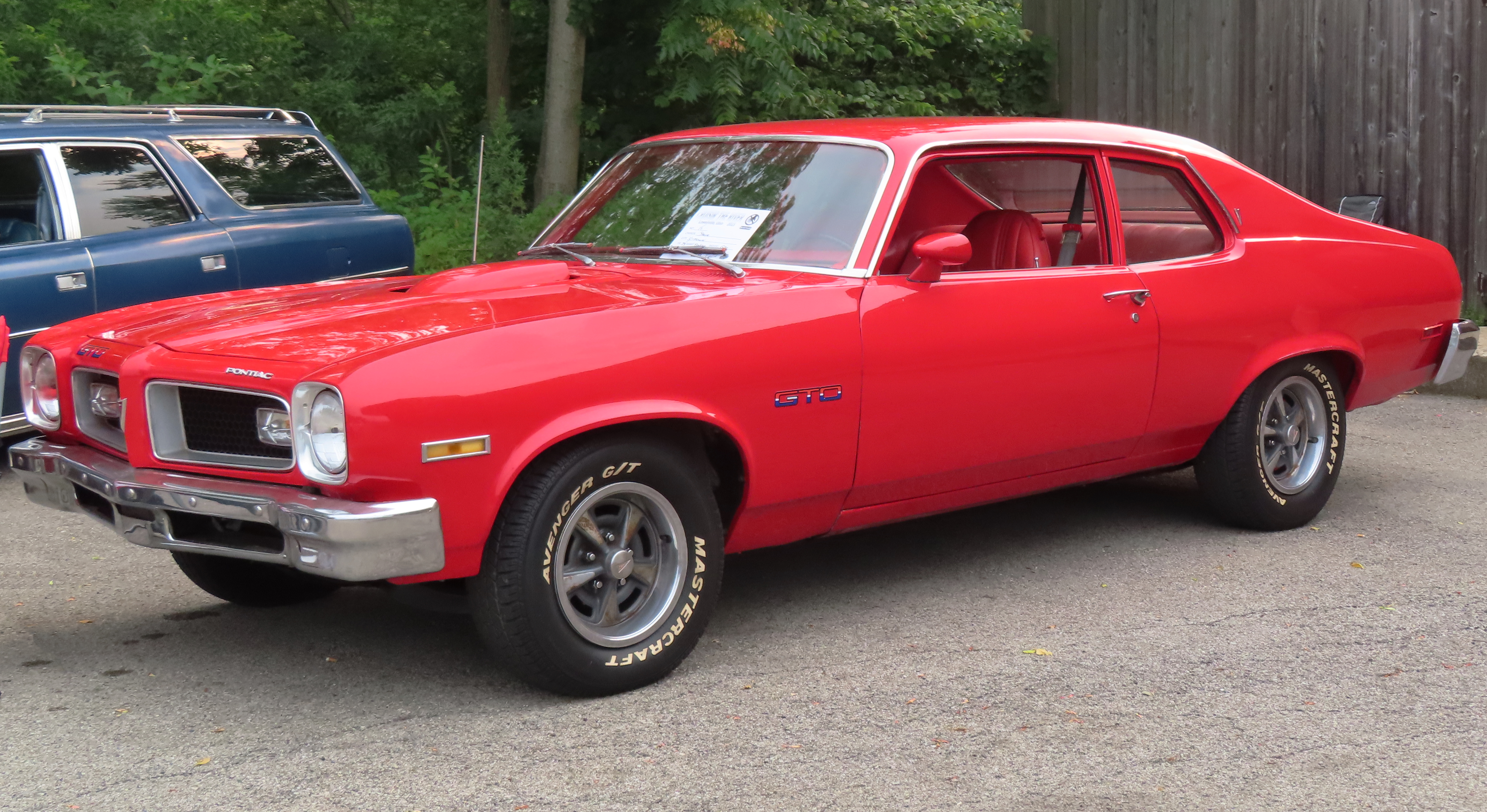
Power Pretender: Pontiac GTO von 1974 mit 165 PS

Ungeachtet der neuen Regularien zum Flottenverbrauch und zur Abgasreduzierung behielten die US-amerikanischen Hersteller ihre herkömmlichen großen Achtzylindermotoren zunächst bei und setzten die neuen Vorgaben vor allem durch eine Senkung der Motorleistung um, wobei es oft im Jahresrhythmus zu weiteren Leistungsreduzierungen kam. Verbreitete Maßnahmen waren die Absenkung des Verdichtungsverhältnisses und der Verzicht auf Doppel- oder Vierfachvergaser. Ein besonders prägnantes Beispiel ist Cadillacs 8,2 Liter (500 cui) großer V8-Motor, der zum Modelljahr 1970 auf den Markt gekommen war. 1971 wurde seine Leistung noch mit 365 SAE-PS (brutto) angegeben, nach der Umstellung auf Nettowerte dann zunächst mit 235 SAE-PS (1972 und 1973), bevor sie 1974 auf 210 SAE-PS und ab 1975 schließlich auf 190 SAE-PS (1975 und 1976) sank, sodass die Literleistung zuletzt bei nur noch 23 PS pro Liter Hubraum lag. Vergleichbare Entwicklungen gab es auch bei anderen Marken.
Im Laufe des Jahrzehnts entwickelten die Konzerne auch kleinere Motoren, die bei einigen Modellen zu Traditionsbrüchen führten. Ein besonders plakatives Beispiel war der Ford Mustang, der 1974 mit dem Generationswechsel vom Mustang I zum Mustang II gravierende Einbußen bei Leistung und Größe erfuhr. Während der bis 1973 verkaufte Mustang I mit Achtzylinder-V-Motoren und Hubräumen von 4,2 bis 7,0 Liter ausgestattet war und eine Motorleistung bis zu 276 kW (375 PS) bereithielt, wurde der Mustang II nur noch von einem 2,3-Liter-Reihenvierzylindermotor oder einem 2,8-Liter-V6-Motor angetrieben.
Zwar gab es auch in den 1970er-Jahren weiterhin Varianten der Großserienmodelle mit sportlicher Aufmachung, sie hatten aber keine besonders leistungsfähigen Motoren mehr, sondern nur noch die üblichen Blöcke aus den Standardmodellen. Frühere Muscle Cars wie der Plymouth Roadrunner, der Mustang oder der Pontiac GTO wurden daraufhin zu bloßen Power Pretenders (sinngemäß: Möchtegern-Sportlern). So war der Plymouth Roadrunner des Modelljahrs 1978 ein Plymouth Volaré Coupé mit einem Roadrunner Decor Kit und serienmäßigem 3,7-Liter-Reihensechszylindermotor.

#### Dieselmotoren

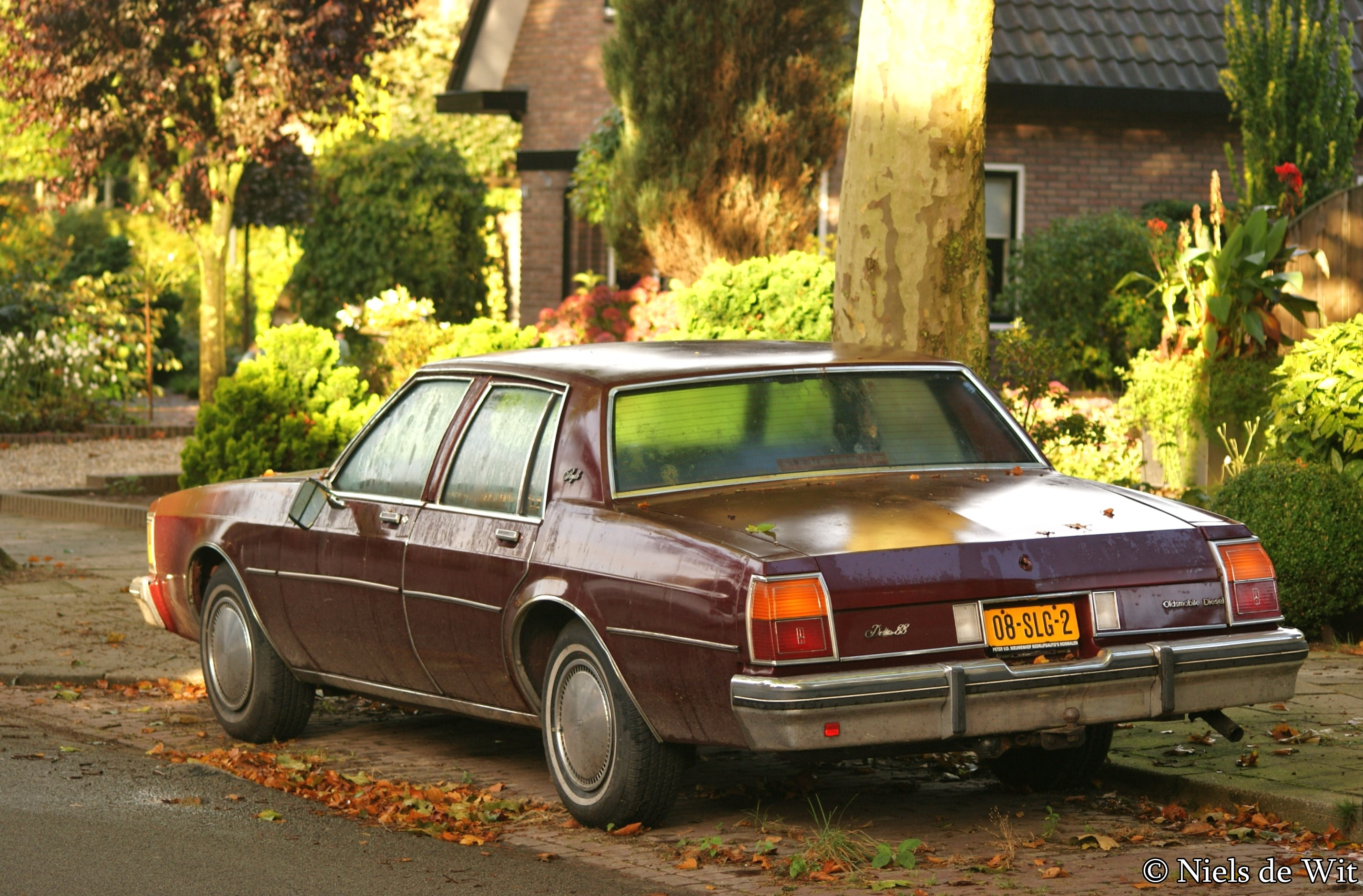
Seit 1978 wahlweise mit Dieselmotor: Full-Size-Modell Oldsmobile Delta 88

Zu den außergewöhnlichen Lösungen im Motorenbereich, die mit dem Ziel niedriger (Flotten-)Verbräuche entwickelt wurden, gehörten Oldsmobiles Dieselmotoren. Der von Oldsmobile konstruierte Achtzylinder-V-Dieselmotor mit 5736 cm³ Hubraum (Baureihe LF9) war von einem gleichgroßen Ottomotor abgeleitet und von 1978 bis 1984 in den Full-Size-Modellen aller GM-Marken erhältlich, einschließlich der teuren Limousinen und Coupés von Cadillac. Er leistete anfänglich 120 PS, ab 1980 nur noch 80 KW (109 PS). Er war äußerst unzuverlässig. Ein Konstruktionsfehler am Zylinderkopf, der wenig verändert vom gleich großen Ottomotor übernommen worden war, führte zu zahlreichen gravierenden Defekten im Praxisbetrieb. Das Dieselmotorenprogramm wurde zu „einem der größten Desaster in der Geschichte des Konzerns“: Es kam zu Sammelklagen betroffener Käufer, an deren Ende General Motors verpflichtet wurde, bis zu 80 Prozent der Kosten für Austauschmotoren zu übernehmen. Bereits 1980 war der Ruf der Dieselmotoren nachhaltig beschädigt. In der Konsequenz blieb die Nachfrage äußerst gering und erfüllte bei Weitem nicht die Prognosen des Managements. Die Produktionskapazitäten der Fabriken, in denen die Dieselmotoren entstanden, waren vielfach nur zu etwa 10 Prozent ausgelastet.

#### Zylinderabschaltung
Im Bereich der Ottomotoren führte Cadillac zum Modelljahr 1981 bei den 6,0 Liter großen Achtzylindern ein System der Zylinderabschaltung ein. Je nach Belastungssituation arbeiteten vier, sechs oder acht Zylinder; die Abschaltung wurde elektromechanisch gesteuert und erfolgte, indem den nicht genutzten Zylindern kein Gemisch zugeführt wurde, sodass sie gleichsam leer mitliefen. Die Zylinderabschaltung funktionierte vielfach nicht fehlerfrei und beschädigte wegen ihrer Defektanfälligkeit zu Beginn der 1980er-Jahre den Ruf der Marke.

#### ChryslersLean-Burn-Motoren
Chrysler hatte ab 1976 eine Reihe von Magermotoren (Lean Burn Engines) mit computergesteuerter Zündung im Programm. Das System erschien zunächst beim 6,6 Liter (400 cui) großen Achtzylinder-V-Motor und wurde ab 1977 konzernweit bei allen Achtzylindermotoren eingesetzt. Im Vergleich zu herkömmlichen Motoren senkte das Lean-Burn-System den Treibstoffverbrauch spürbar; allerdings war es sehr defektanfällig. Ein wesentlicher Grund dafür war der unzureichende Hitzeschutz für den Rechner, der im unmittelbaren Motorumfeld untergebracht war. Chrysler-Käufer entfernten vielfach die Steuerung nach kurzer Zeit.

### Downsizing

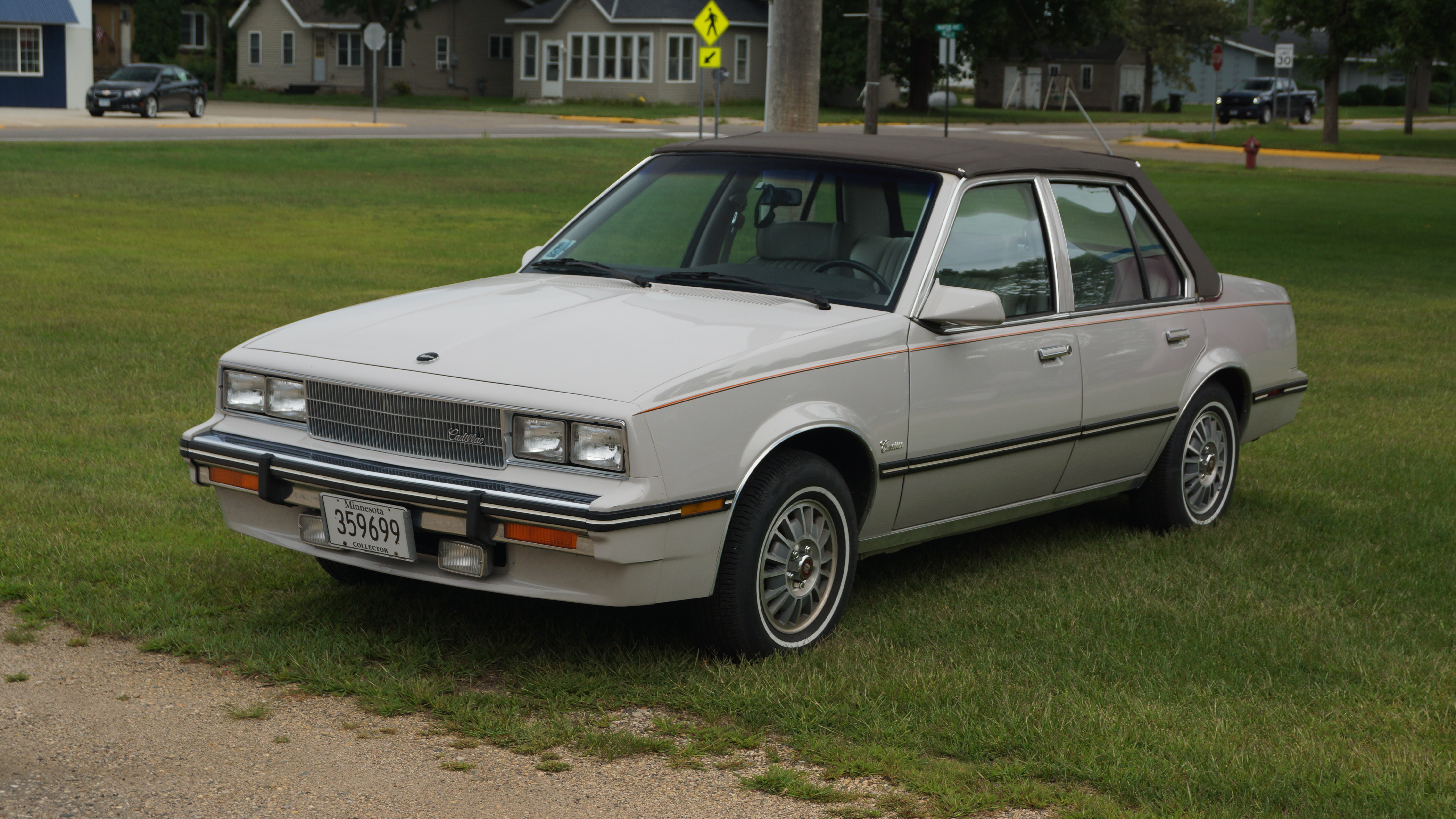
Kleinster Cadillac seit 1915: Opel-Derivat Cadillac Cimarron (1982–1988)

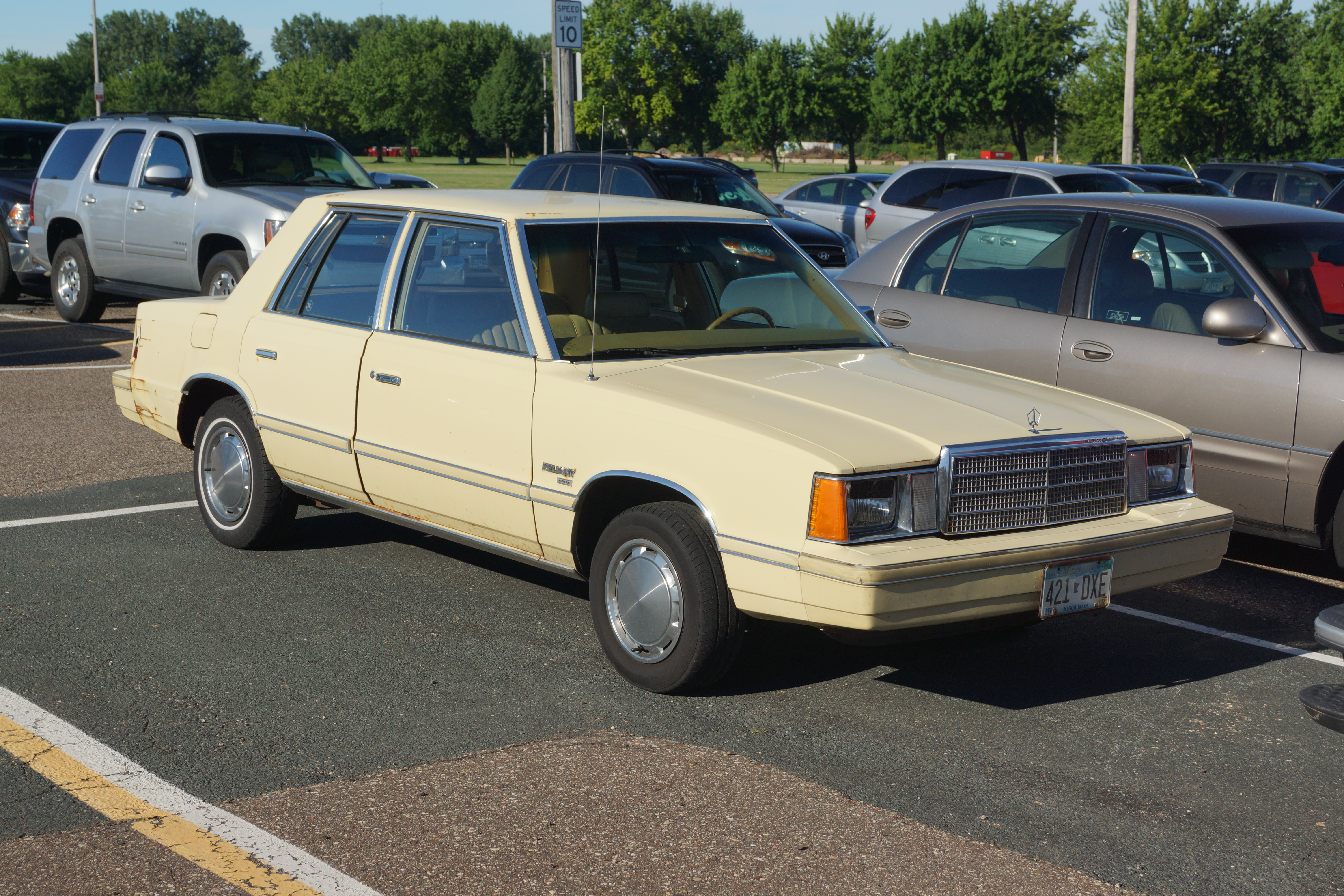
Chrysler K-Car: Plymouth Reliant (ab 1981)

Ein weiterer Ansatz, den Flottenverbrauch zu senken, war der Versuch, kleinere und leichtere und damit verbrauchsgünstigere Fahrzeuge zu konstruieren. Dieser bei den Käufern unbeliebte Prozess, der als Downsizing bezeichnet wird, begann 1973.
Bereits 1974 hatte Ford den Mustang verkleinert. Der Mustang II war als Variante des Kleinwagens Ford Pinto 35 Zentimeter kürzer, zwölf Zentimeter schmaler und je nach Ausführung etwa 50 bis 150 Kilogramm leichter als sein direkter Vorgänger. Im Kalenderjahr 1976 begann bei General Motors und bei Ford das Downsizing der Full-Size-Modelle. Bei General Motors wurden zunächst die großen Limousinen, Coupés und Kombis auf der Basis der B-Plattform (Buick LeSabre und Electra, Cadillac DeVille und Fleetwood Brougham, Impala und Caprice, Oldsmobile 88 und 98 sowie Pontiac Bonneville und Parisienne) verkleinert. Die neuen Modelle waren 300 bis 400 kg leichter und je nach Aufbau 250 bis 360 mm kürzer als ihre Vorgänger. Ford folgte 1978 mit dem auf der Panther-Plattform beruhenden LTD und dem davon abgeleiteten Mercury Marquis, die 380 mm kürzer und etwa 350 kg leichter waren als die vorherigen Modelle. zum Modelljahr 1980 folgte schließlich der verkleinerte Lincoln Continental. Im darunter positionierten Intermediate-Bereich zog Ford aber erst verzögert nach, was zu dem paradoxen Ergebnis führte, dass das preiswertere Intermediate-Modell LTD II für eine Übergangszeit größer war als der Full-Size-LTD. Der wirtschaftlich angeschlagene Chrysler-Konzern kam erst 1979 mit der R-Plattform auf den Markt, die eine Ableitung einer Konstruktion aus den 1960er-Jahren war. Für Chrysler war das allerdings nur ein Zwischenschritt: Das Unternehmen arbeitete seit 1977 an der kompakten K-Car-Familie mit Frontantrieb, die 1981 debütierte und mittelfristig zur Grundlage des gesamten, durchgängig größenreduzierten Pkw-Programms wurde. Sogar GMs Spitzenmarke Cadillac, die ihre Palette bereits 1975 mit dem Seville um ein kleineres Modell erweitert hatte, vollzog im Anschluss an die zweite Ölpreiskrise den Einstieg ins Kompaktwagensegment: Der auf der GM-J-Plattform basierende und eng mit dem Opel Ascona C verwandte Cadillac Cimarron verkaufte sich trotz Oberklasseausstattung allerdings nur äußerst schlecht. Er wurde zum „Flop“ und fügte Cadillacs Image erheblichen Schaden zu.
Der Downsizing-Prozess wurde in den USA vielfach kritisch gesehen. Er stand der jahrzehntelang gepflegten Tradition entgegen, ein Modell mit jedem Generationswechsel ein wenig größer werden zu lassen, und widersprach dem in den USA weit verbreiteten Verständnis, dass Größe und Qualität unmittelbar zusammenhängen (bigger is better). Kritisieren ließ sich außerdem, dass es dabei zu offensichtlichen Brüchen kommen konnte. So wird beispielsweise der Mustang II  als „hässliche Antithese zum Mustang I“ beschrieben.
In der zweiten Hälfte der 1980er-Jahre kehrte sich der Trend um: Karosserien und Motoren der neu vorgestellten Autos wurden wieder größer.

### Sicherheitsbestimmtes Design

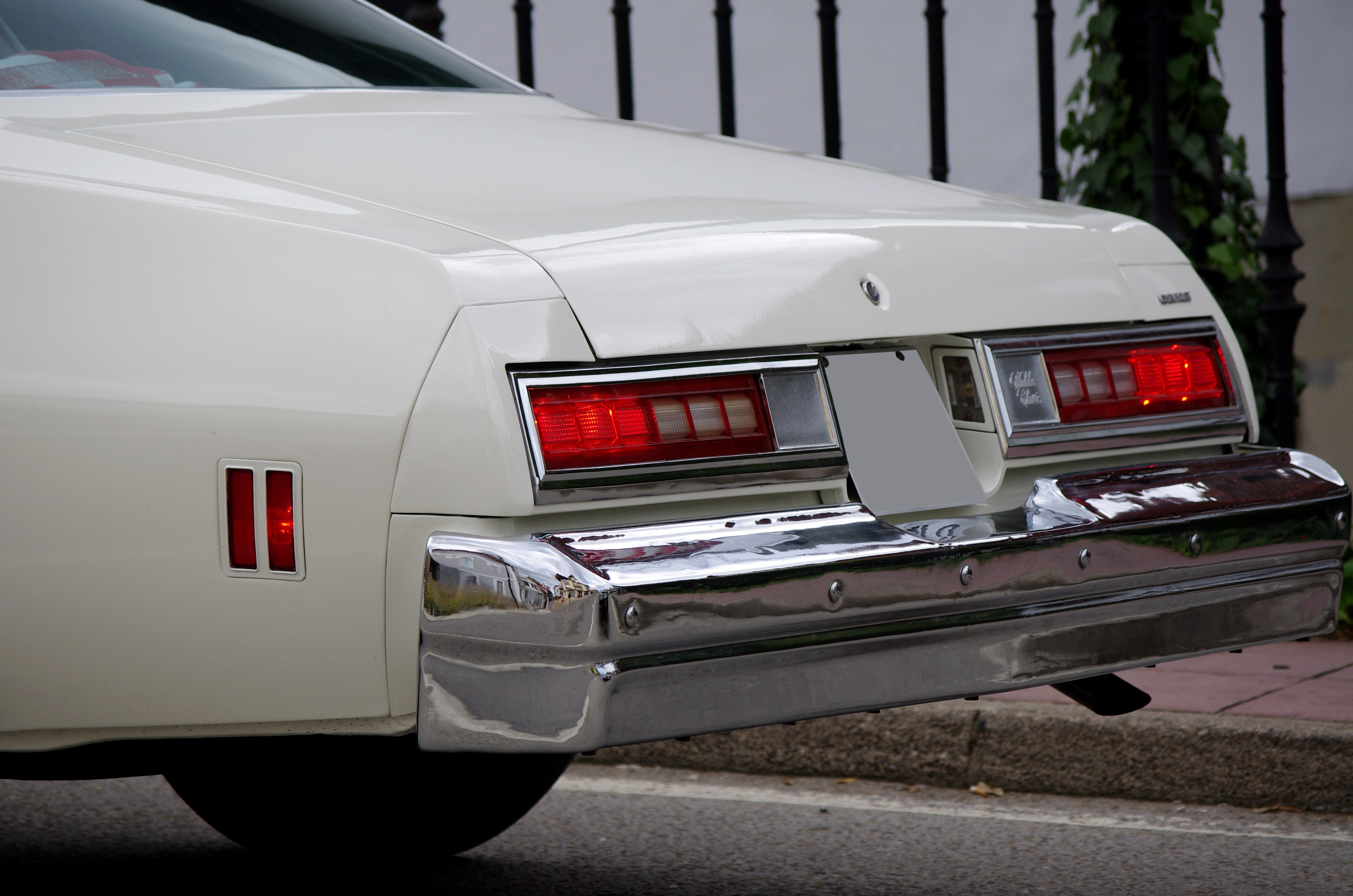
Breite Stoßfänger (hier beim Chevrolet Chevelle von 1974)

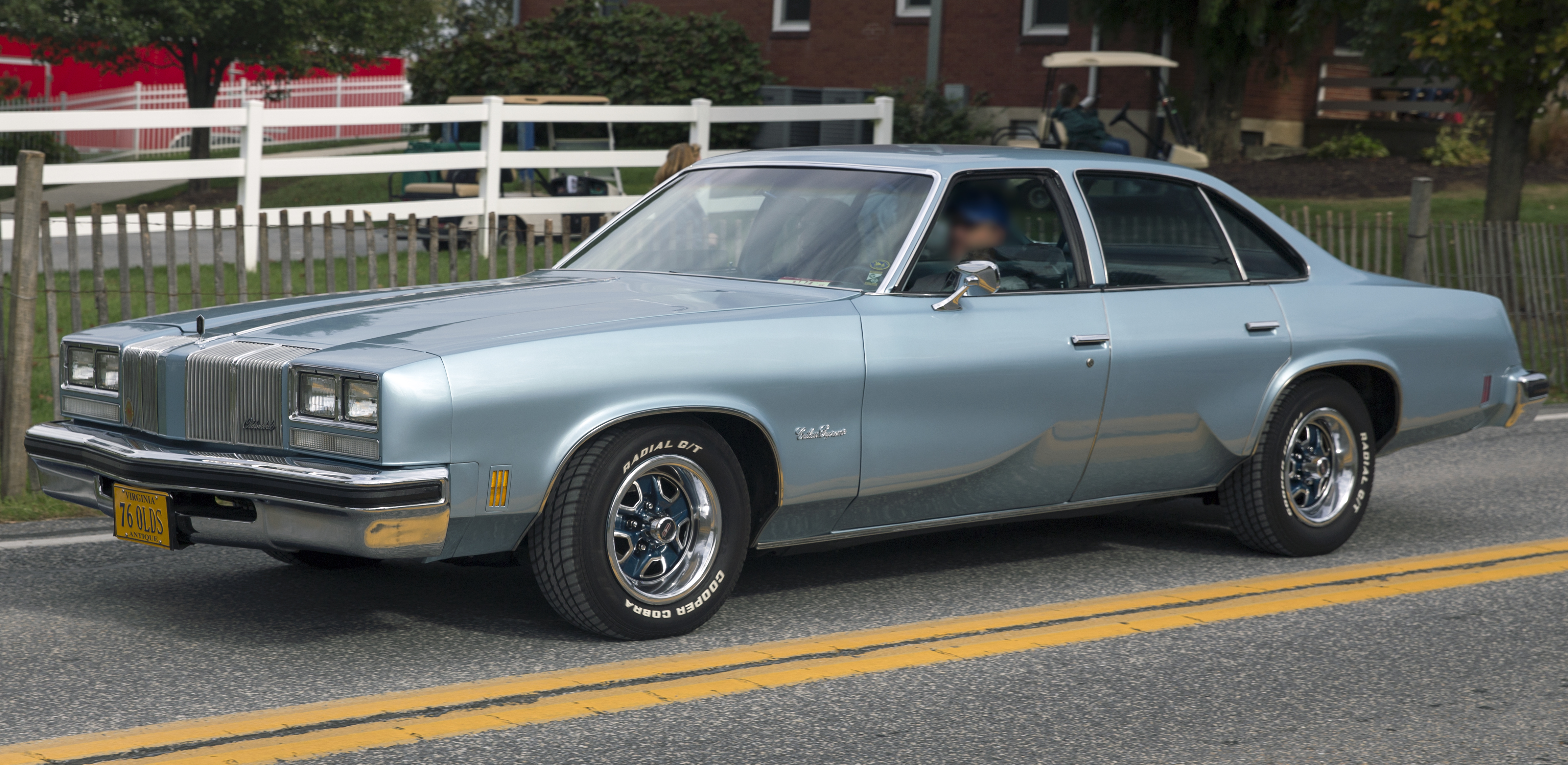
Kolonnadenartige Seitenpfosten: Oldsmobile Cutlass Supreme (1976)

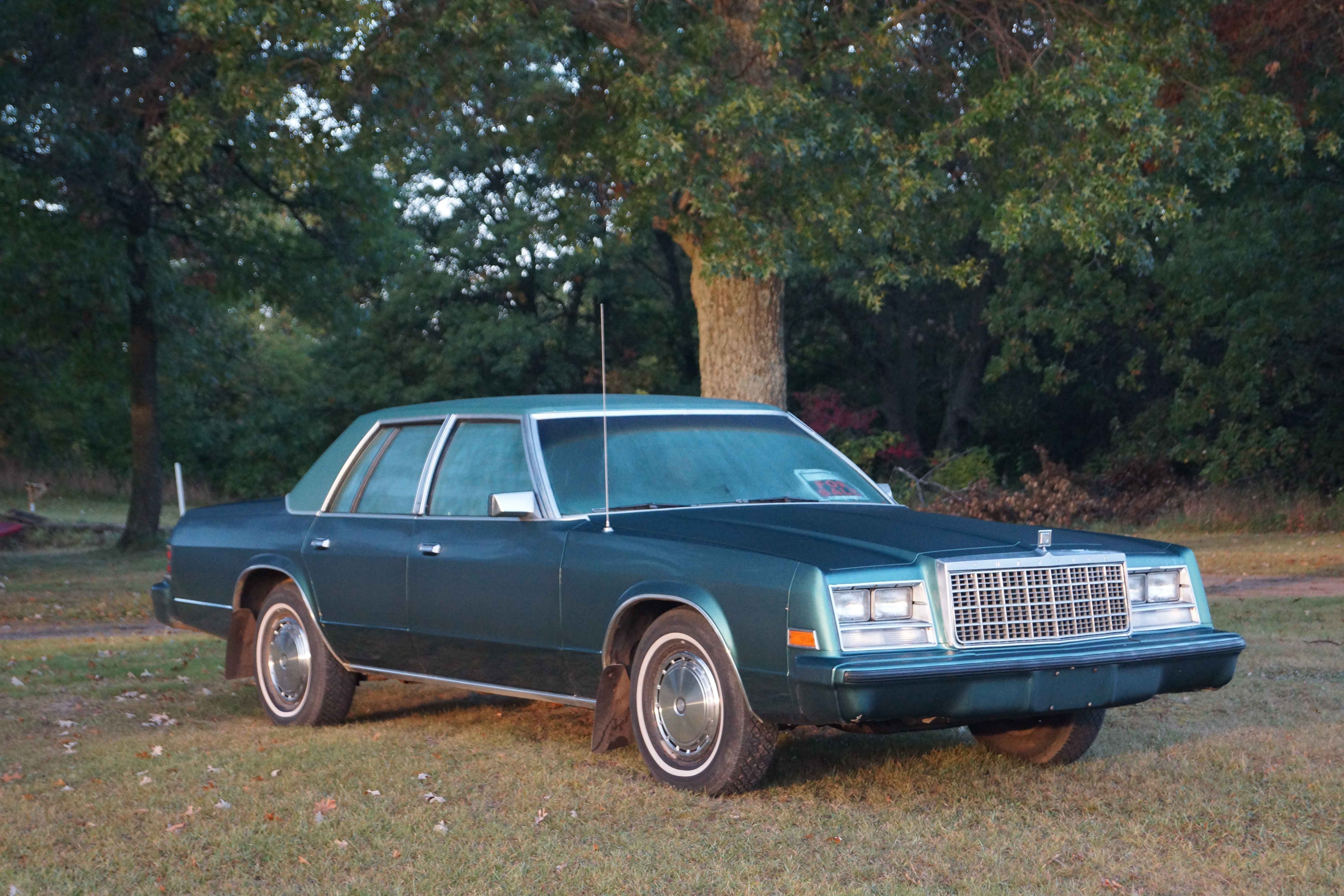
Pillared Hardtop: Chrysler Newport (1979)

Die verschärften Sicherheitsbestimmungen der frühen 1970er-Jahre wirkten sich unmittelbar auf das Design der Autos aus. Vielfach wird die Auffassung vertreten, sie hätten viele schöne Formen ruiniert.
In den ersten Jahren beschränkten sich die Hersteller darauf, die Vorgaben für Frontalzusammenstöße durch breite, weit vorstehende Stoßfänger zu erfüllen, die an bestehende Karosserien angehängt wurden und stilistisch oft zur Kritik Anlass gaben. Erst gegen Ende der 1970er-Jahre waren die Hersteller bemüht, die Sicherheitsstoßstangen stilistisch einzubinden. Zu den ersten Modellen, bei denen das gelang, gehörten die Limousinen der Chrysler R-Plattform, der Dodge Mirada und die Ford Mustangs der Fox-Body-Generation, die jeweils 1979 erschienen.
Die Regelungen zur Verbesserung des Seitenaufprallschutzes veränderten das Automobildesign nachhaltig. Mit der Vorgabe, Fahrzeuge nicht mehr ohne durchgehende Mittelsäule auf den Markt zu bringen, waren die in den USA seit Jahrzehnten sehr beliebten Karosseriebauformen Hardtop Coupé und Hardtop Sedan, die sich durch rahmenlose, voll versenkbare Seitenfenster und das Fehlen einer mittleren Fahrzeugsäule auszeichneten, künftig nicht mehr zulässig. General Motors folgte diesen Vorgaben bereits 1972 bei der Überarbeitung der A-Plattform für die kommenden Intermediate-Modelle: Alle Karosserieversionen – Limousine, Coupé und Kombi – erhielten eine durchgehende B-Säule; die Seitenfenster blieben aber rahmenlos. Bei den Coupés wurden die Türen stark verlängert, und die hintere Dachverkleidung setzte unmittelbar hinter den Türen an. Weil insbesondere bei den Six-Window-Limousinen, die auf jeder Seite drei Fenster hatten, die senkrechten A-, B- und C-Säulen sehr prominent erkennbar waren und sich viele Betrachter dabei an Kolonnaden erinnert fühlten, wurde diese Art der Gestaltung bald inoffiziell als Colonnade Design bezeichnet. Es prägte GMs Mittelklassemodelle bis 1977.
Auch die anderen Konzerne behielten bis in die späten 1970er-Jahre hinein die Kombination aus B-Säule und rahmenlosen Seitenfenstern bei. In einigen Fällen wurden diese Bauformen als Pillared Hardtop bezeichnet, was bei herkömmlichem Verständnis ein in sich widersprüchlicher Begriff ist. Beispiele dafür sind die Versionen der Chrysler R-Plattform (Chrysler Newport und New Yorker, Dodge St. Regis und Plymouth Gran Fury).

### Verarbeitungsmängel und Reparaturanfälligkeit
Die von 1973 bis 1983 in den USA produzierten Autos stehen in dem Ruf, überdurchschnittlich häufig von schlechter Qualität zu sein.
Der Ford- und Chrysler-Manager Lee Iacocca bestätigte Qualitätsmängel vieler Malaise-Era-Autos in seiner 1984 erschienenen Autobiografie. Als besonders plakatives Beispiel stellte er neben dem Ford Pinto vor allem Chryslers 1976 eingeführte Mittelklassereihe Dodge Aspen und Plymouth Volaré heraus, die die aus den 1960er-Jahren stammenden Modelle Dodge Dart und Plymouth Valiant ablösten: „Der Dart und Volaré liefen ewig und hätten nie aus der Produktion genommen werden dürfen. Stattdessen wurden sie durch Wagen ersetzt, die bereits nach ein oder zwei Jahren auseinanderzufallen begannen.“ Iacocca bezifferte den wirtschaftlichen Schaden aus Gewährleistungsansprüchen allein für den Aspen und den Volaré auf über 100 Mio. US-$ und sah außerdem einen erheblichen Imageschaden, der dem Hersteller dadurch entstanden sei.
Die deutsche Zeitschrift auto motor und sport stellte 1976 bei einem 1974 gebauten Oldsmobile Cutlass mit Colonnade-Design nach einem 70.000 Kilometer langen Dauertest verschiedene Ausfälle und Defekte fest und war der Auffassung, der Wagen ließe „nicht den Eindruck sorgfältiger Verarbeitungsqualität aufkommen.“ Die „Nachlässigkeiten in Ausführung und Qualität“ würden den täglichen Umgang mit dem Auto „empfindlich beeinträchtigen.“
Zu den Modellreihen, die ebenfalls einen nachhaltig schlechten Ruf bezüglich der Konstruktions- und Verarbeitungsqualität haben, gehören die erste Generation des nordamerikanischen Ford Granada und die auf der General Motors X-Plattform basierenden Modelle Buick Skylark, Chevrolet Citation, Oldsmobile Omega und Pontiac Phoenix.

### Plüsch und Luxus
Da die zunehmend strenger werdenden Verbrauchs- und Abgasbestimmungen in den 1970er-Jahren keine sportlichen Fahrleistungen mehr zuließen, begannen die Hersteller, stattdessen komfort- und luxusbetonte Ausstattungen und Designvarianten zu betonen. Nach Ansicht eines Autors diente das dazu, die Käufer davon abzulenken, dass sich unter dem Blech vielfach einfachste Technik verbarg.
Die Innenraumgestaltung von Malaise-Era-Autos wird vielfach als „plüschig“ (plush) beschrieben. Sie war in fast allen Marktsegmenten von Veloursbezügen geprägt. Im hochpreisigen Segment wurden die Bezüge oft mit kissenartigen Auflagen versehen.
Im Marketing kam es wiederholt zu Bezugnahmen auf angeblich antike oder sonst historische Traditionen, die rückblickend als billig oder aufgesetzt wahrgenommen werden. Chrysler vermarktete das Lederinterieur seiner hochpreisigen Modelle ab 1974 unter dem Begriff Corinthian Leather („korinthisches Leder“), das Personal Luxury Coupé Cordoba trug außerdem Embleme, die antike spanische Münzen imitierten. AMC brachte im großen Matador einen im Ton Velveteen Crush gefärbten, faltigen Stoffbezug mit gewebten Einlagen heraus, der an spanisch-indianische Traditionen erinnern sollte.
In diese Ära fiel auch die umfangreiche Verwendung von Holzimitatfolie im Innenraum. Teilweise wurde die Platzierung der Folien als sinnfrei kritisiert. Als gelungene Ausnahme hoben einige Tester den Imperial LeBaron von 1974 hervor: Bei ihm sei – im Gegensatz etwa zu seinem Konkurrenten Cadillac DeVille – das Holzimitat an Stellen angebracht, an denen eine sinnvolle Verwendung von Holz tatsächlich möglich sei.

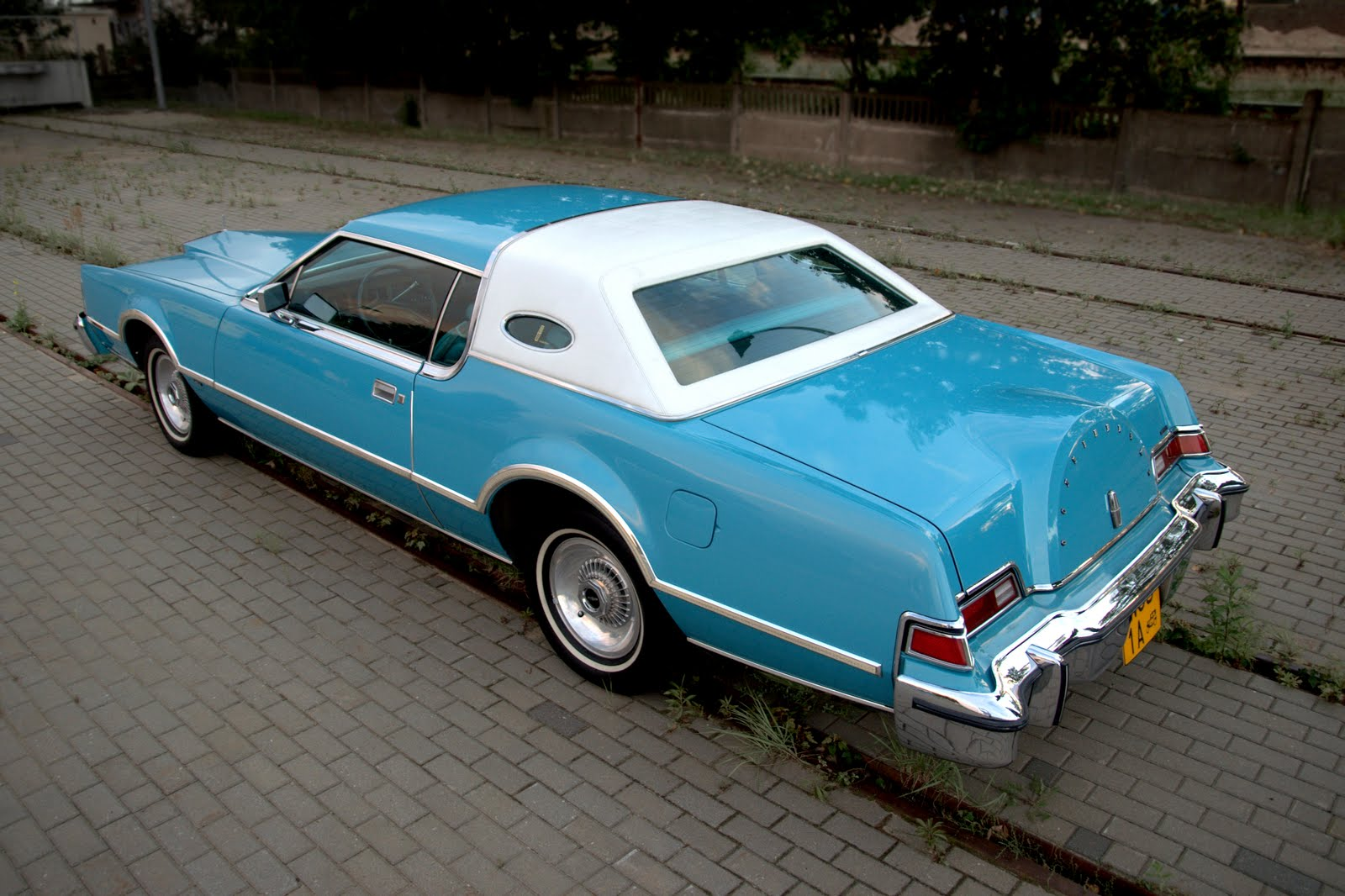
Continental Mark IV Givenchy Designer Series

Einige Konzerne brachten in den 1970er-Jahren besondere Ausstattungsvarianten auf den Markt, die mit den Namen bekannter internationaler Modedesigner oder Juweliere verbunden waren. Die Idee einer besonderen Designer-Variante geht auf die American Motors Corporation zurück, die 1971 einen Hornet „Gucci“ einführte. Die Ford-Marke Lincoln bot die Oberklassecoupés Continental Mark IV in der Version Cartier Editions an, die einen Bezug zum französischen Schmuck- und Uhrenhersteller Cartier vermitteln sollten. Später kamen Mark-IV-Versionen von Bill Blass,  Hubert de Givenchy und Emilio Pucci hinzu. Die Ausführungen hatten jeweils eine eigenständige Lackierung und eine besondere Innenausstattung: Üblicherweise gaben die beteiligten Unternehmen lediglich ihre Einwilligung zur Verwendung ihrer Namen; an der Gestaltung der Autos selbst waren sie nicht beteiligt. Die GM-Marke Cadillac griff das Konzept 1979 beim Seville mit einer Gucci-Edition auf, die für 23.000 US-$ verkauft wurde und damit noch 400 US-$ teurer war als Cadillacs Repräsentationsfahrzeug Fleetwood Limousine.

### Upmarket-Derivate und Blender

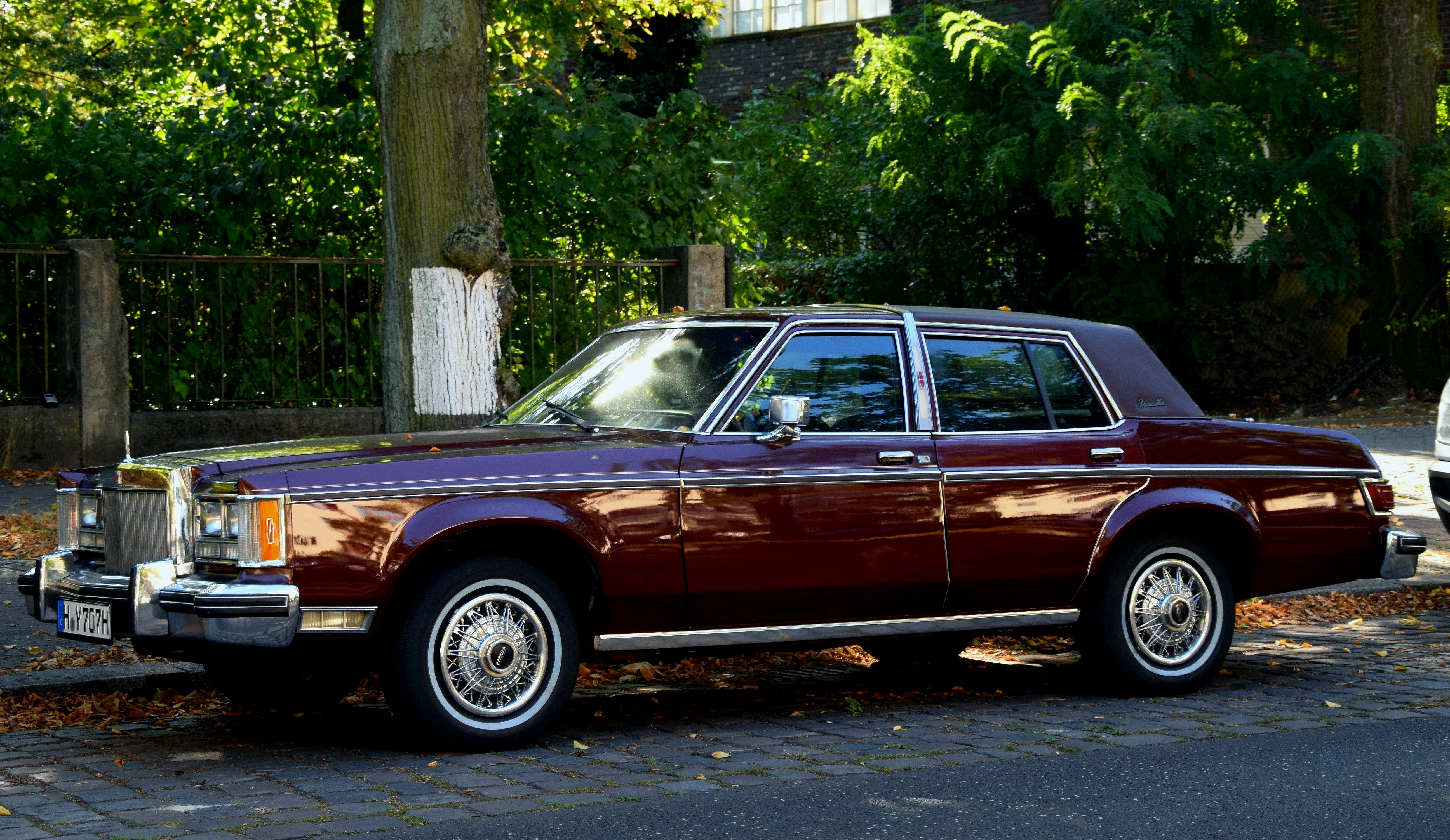
Ford Granada mit geänderter Frontpartie: Lincoln Versailles

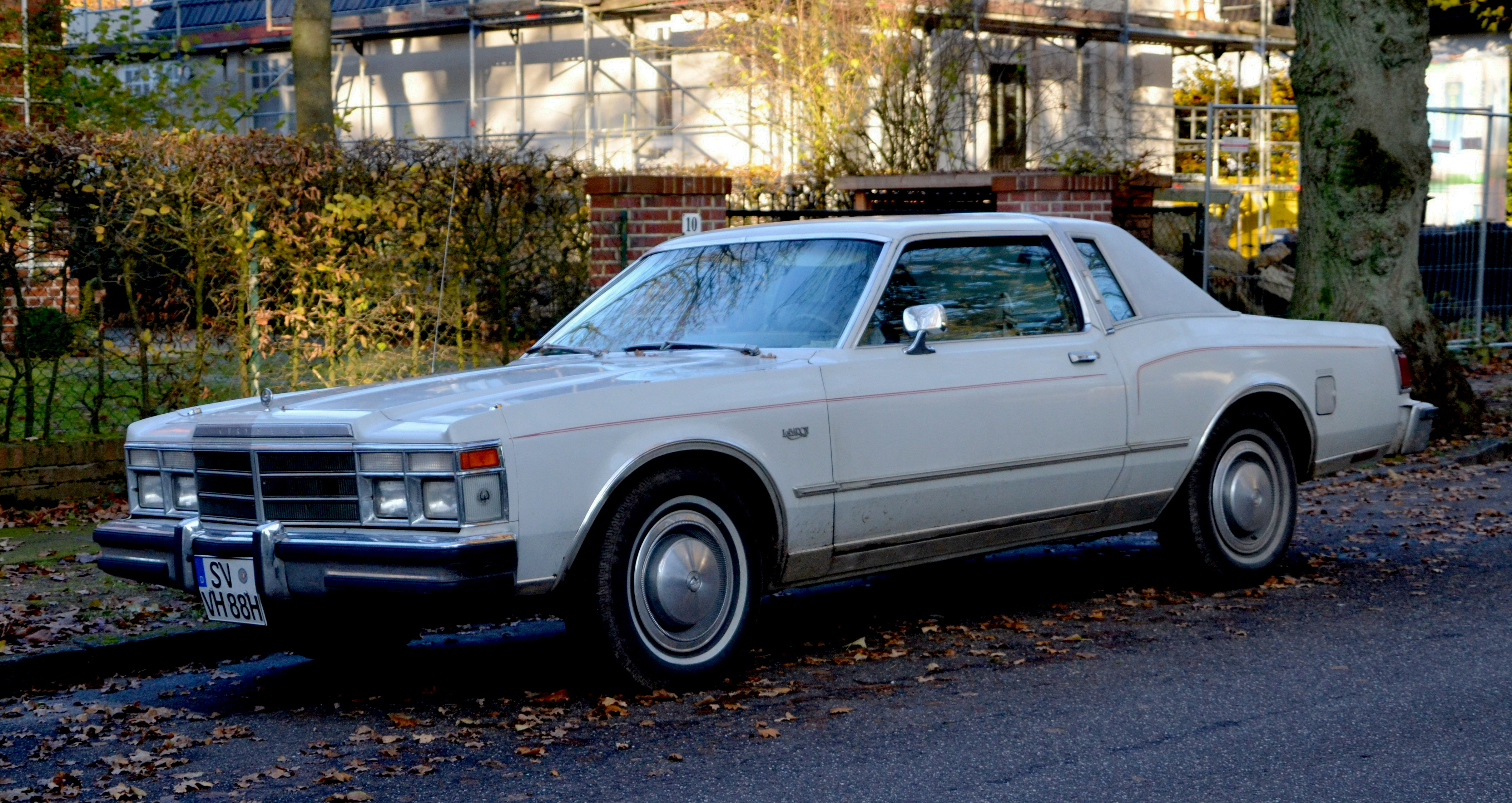
Chrysler LeBaron (ab 1976)

Die Luxus- oder Spitzenmarken der drei großen amerikanischen Autokonzerne waren seit Jahrzehnten nur im Full-Size-Segment vertreten. Dem Downsizing, das durch die wirtschaftlichen Krisen und die politischen Vorgaben erforderlich wurde, schlossen sich Cadillac, Lincoln und Chrysler nur zögerlich an: Während Cadillac zum Modelljahr 1978 kleinere Fahrzeuge der DeVille- und Fleetwood-Brougham-Reihen einführte, hielten Chrysler seinen New Yorker bis 1978 und Lincoln den großen Continental sogar bis 1979 im Programm. Ungeachtet dessen versuchten alle drei Konzerne, ihre Spitzenmarken mit zusätzlichen Modellen im kleineren Intermediate-Segment zu etablieren. Dadurch entstanden verschiedene sogenannte Upmarket-Versionen, die jeweils auf den Intermediate-Modellen von preiswerter positionierten Schwestermarken beruhten.
Cadillac begann 1975 mit dem Seville, der etwa 50 cm kürzer und nahezu 450 kg leichter, zugleich allerdings deutlich teurer als die Full-Size-Modelle war. Der Seville war technisch vom Chevrolet Nova abgeleitet, seine Karosserie hatte aber keine sichtbaren Gleichteile mit dem Nova. Er verkaufte sich gut und brachte der Marke Gewinne. Ford kopierte die Idee zwei Jahre später mit dem Lincoln Versailles, verwirklichte sie jedoch nur oberflächlich. Der Versailles war wie der Seville von einem Großserienmodell abgeleitet, hatte aber im Gegensatz zum Cadillac keine vollständig eigene Karosserie. Die wesentlichen Karosserieteile wie Türen, Kotflügel und Dachteile entsprachen denen des nordamerikanischen Ford Granada und seines Zwillings Mercury Monarch; lediglich die Front- und Heckpartien waren eigenständig, bei späten Versionen auch der Dachabschluss. Die deutlich erkennbare Nähe zu dem sehr einfachen Basismodell stand dem Erfolg des Versailles entgegen. In vier Jahren baute Ford nur etwas mehr als 50.000 Versailles, was ein Viertel der Seville-Produktion ausmachte. Der Versailles galt früh als Blender: „Man kann ein paar Leute für eine kurze Zeit hinters Licht führen. Lincoln gelang das mit dem Versailles nur bei sehr wenigen.“
Chrysler, der kleinste der drei großen US-amerikanischen Autokonzerne, brachte 1977 den LeBaron auf den Markt, der von den Mittelklassewagen Dodge Aspen und Plymouth Volaré abgeleitet war. Der LeBaron war ebenfalls gut ausgestattet, aber nicht so hochwertig wie der Seville und der Versailles; zudem war er deutlich günstiger als der Cadillac und der Lincoln. Daraus resultierte weit größere Verbreitung. Bis 1981 baute Chrysler mehr als 400.000 LeBarons.

## Bedeutung im 21. Jahrhundert

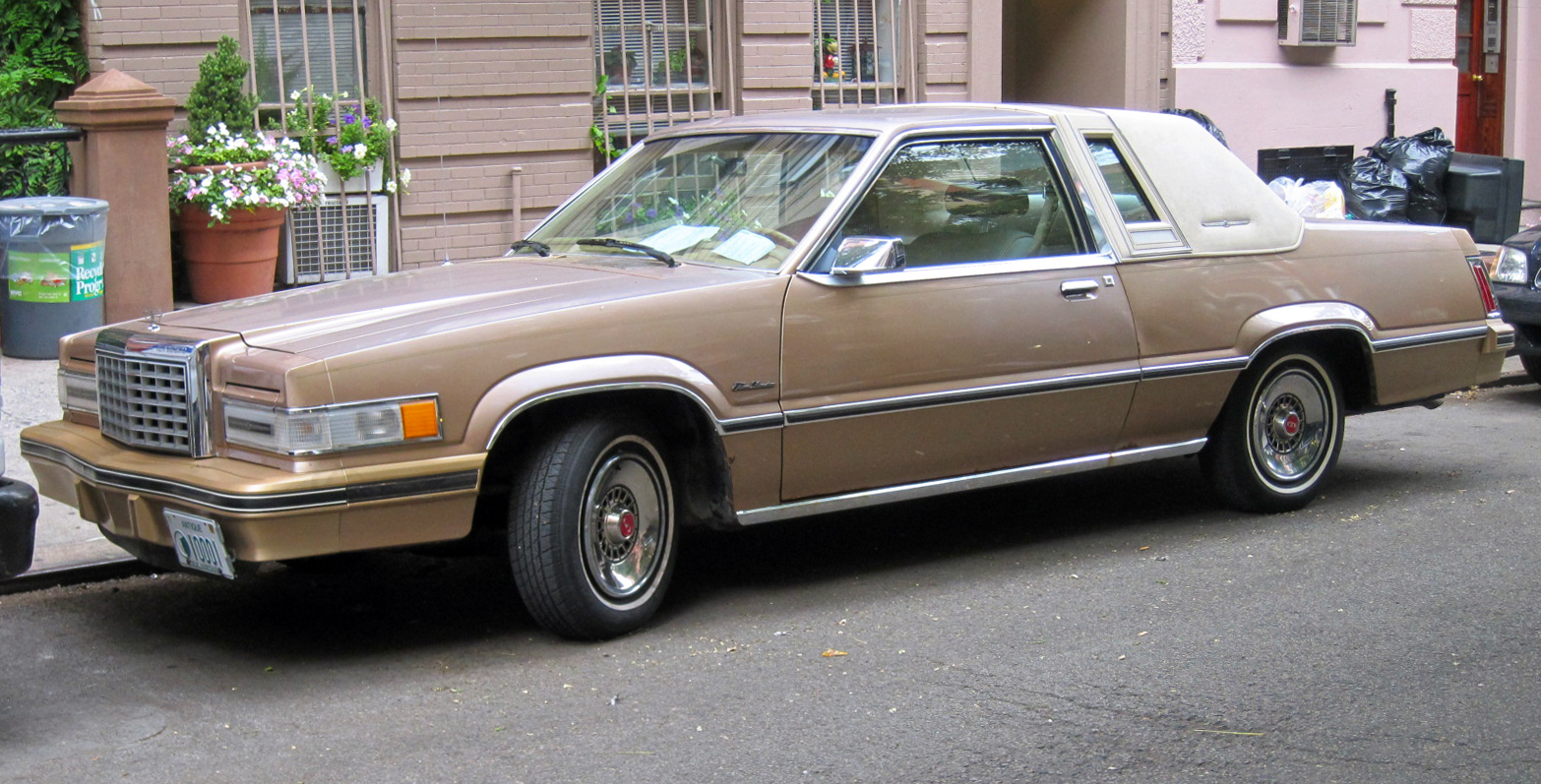
Wenig begehrter Ford Thunderbird aus der Malaise Era

Die Autos der Malaise Era sind abgesehen von wenigen Ausnahmen keine Sammlerobjekte. Sie werden in der Literatur nach wie vor vielfach kritisiert und abgewertet und erreichen auf dem Klassiker- oder Youngtimermarkt allgemein keine hohen Preise. So gilt beispielsweise der Ford Thunderbird der Jahre 1980 bis 1982 als die am wenigsten begehrenswerte Generation der gesamten Thunderbird-Reihe. Es gibt nur geringe Unterstützung in der Klassikerszene und in Werkstätten.
Dennoch entwickeln sich mittlerweile speziell in den USA Interessengruppen, die sich für den Erhalt von Malaise-Era-Autos einsetzen.